# Leonardo Cuéllar
Pour les articles homonymes, voir Cuéllar (homonymie) et Rivera.
Leonardo Cuéllar Rivera, né le 14 janvier 1954 à Mexico, est un footballeur international mexicain qui s'est reconverti en entraîneur. Il est actuellement le sélectionneur de l'équipe féminine du Mexique. 

## Biographie
En tant que milieu de terrain, il participe aux Jeux olympiques 1972, inscrivant deux buts dans ce tournoi. Le Mexique est éliminé lors du second tour de la compétition. 
Il est international mexicain de 1973 à 1981, participant à la Coupe du monde 1978, où le Mexique est éliminé au premier tour, sans inscrire de but.
Il est le sélectionneur de l'équipe du Mexique de football féminin depuis 1998, participant à deux coupes du monde 1999 et 2011.

## Carrière
- 1972–1979 :  Pumas
- 1979–1981 :  San Diego Sockers 57 (9)
- 1980–1981 :  San Diego Sockers (indoor) 2 (0)
- 1981–1982 :  Atletas Campesinos
- 1982 :  San Jose Earthquakes 20 (0)
- 1982–1983 :  Golden Bay Earthquakes (indoor) 25 (3)
- 1983–1984 :  Golden Bay Earthquakes 51 (3)